# Flóbert
A flóbert pisztoly peremgyújtású, 4, 6 vagy 9 mm kaliberű egybeszerelt tölténnyel tüzel, amelynek hüvelyhossza nem haladja meg a 10,5 mm-t. A flóbert töltények közös jellemzője, hogy nem tartalmaznak lőport, tehát nem minősülnek lőszernek.
Egy flóbert töltény önmagában akár 25-30 joule csőtorkolati energiára is képes, de a hazai jogi szabályozás csak olyan flóbert fegyver forgalmazását engedélyezi, amelynek csőtorkolati energiáját 7,5 joule alá csökkentették. A legálisan megvásárolható flóbert fegyverek tehát mind ilyenek.

## Tulajdonságai
A 7,5 joule-nál kisebb energiájú lövedéknek stophatása nincsen, ezért csak cél-, hobbi- és sportlövészetre alkalmas, önvédelemre alkalmatlan, erre használni tilos.
Viselésére nem kérhető engedély. 2004. szeptember 3-tól „B” engedélyköteles kategóriába tartozó tűzfegyverként kérhető rá tartási engedély. A szabályok megszegése súlyos jogi következményekkel járhat.

## A használatával kapcsolatos előírások
A fegyvert a hozzá való lőszertől elkülönítve, jól zárható helyen kell tartani, hogy illetéktelenek ne férhessenek hozzá.
A fegyveren olyan átalakítás, amely a csőtorkolati energiáját növelné, nem végezhető.
A fegyver kizárólag a vonatkozó szabályok betartásával céllövészetre használható, lőtéren, vagy bekerített területen.
A fegyvert kizárólag becsomagolt állapotban, töltetlenül szabad szállítani. A tartási engedélyt a tulajdonosnak magánál kell tartania.
A fegyver eladását, vagy a tulajdonos adatainak megváltozását be kell jelenteni.

## Az engedélyeztetés menete
- A lakhely szerinti illetékes rendőrkapitányság igazgatásrendészeti osztályára kell elmenni, személyi igazolvánnyal, lakcímkártyával.
- Ki kell tölteni az ott kapott igénylő űrlapot, és a szintén ott kapott csekken, befizetni a nyilvántartásba vétel díját, amely 2012-ben 2000 Ft.
- Pozitív elbírálás esetén értesítenek, hogy átvehető a megszerzési engedély.
- Meg lehet vásárolni a kiszemelt fegyvert.
- A fegyvert el kell vinni bevizsgáltatni az MKH-ba,[4] ahol próbalövéseket adnak le vele, és ha megfelel, kiállítják a bizonylatot. Ez az eljárás 2500 Ft-ba kerül. (A fegyvert csak töltetlenül, becsomagolva szabad szállítani, az előírásoknak megfelelően)
- A MKH-bizonylatot be kell mutatni a rendőrségen, ennek alapján állítják ki a tartási engedélyt.

## Érdekességek
2003-ban a Flóbert tartók szövetsége kérte a Belügyminisztériumot, hogy a már magántulajdonban levő flóbert fegyvereket (kb. 200 000-300 000 db) ne kelljen regisztrálni, mivel ezek az eszközök olyan anyagokból készülnek, amik 10 év használat után úgyis tönkremennek.